# Hromoš
Hromoš je obec na Slovensku v okrese Stará Ľubovňa v Prešovském kraji na úpatí Levočských vrchů. Žije zde 515 obyvatel.
První písemná zmínka o obci pochází z roku 1600. V obci je moderní římskokatolický kostel Panny Marie Pomocnice křesťanů a řeckokatolický chrám svatého Lukáše z 19. století.